# 草帽山遗址
草帽山遗址位于内蒙古自治区赤峰市敖汉旗四家子镇东北1公里的草帽山后梁上，是一处新石器时代红山文化祭祀遗址群，2013年被列为第七批全国重点文物保护单位。
草帽山遗址沿东西分布积石冢3处，2001年，文物部门对第二地点进行清理挖掘，墓地面积达600平方米，建筑形式前坛后冢，被学术界认为是中国现存时代最早的地上建筑之一。出土文物有玉璧、陶器、石雕神像等。